# アンドレ・グンダー・フランク
アンドレ・グンダー・フランク（Andre Gunder Frank、1929年2月24日 - 2005年4月23日）は、ドイツ生まれの経済歴史家、社会学者であり、1960年代に提唱された従属理論の生みの親の一人と認識されている。

## 生涯
ドイツ・ベルリンで生まれたが、彼の家族はアドルフ・ヒトラーがドイツの首相に選ばれた時に迫害を逃れ去るため国外へ脱出した。彼の家族はスイスに落ち着き、彼自身は同地で初歩的教育を受ける。1941年にフランクの家族はアメリカ合衆国へ移住し、1957年フランクはシカゴ大学において経済学の博士号を得る。卒業論文のテーマは ソビエト式の農業についてであり、タイトルは『1928年から1955年までのウクライナの農業における発展と生産性』であった。皮肉なことに、彼の卒業論文の指導教官は 自由放任主義で有名なミルトン・フリードマンであり、フランクはその後フリードマンを徹底的に批判することとなる。
1950年代から1960年代初頭にかけてフランクはアメリカの色々な大学で教える身となる。1962年に彼はラテンアメリカへ移り、そこで将来彼の旅行癖を確固とするものとなる長期間の旅行を始める。この頃の彼の特筆すべき業績として、チリ大学において社会学と経済学の教授に選ばれ、サルバドール・アジェンデ政権の一連の改革に関わったことが挙げられる。同政権が1973年のクーデターで崩壊した後、フランクはヨーロッパへ逃避し、大学の職を転々とした。1994年、彼はアムステルダム大学の名誉教授として退職した。
フランクはマルタ・フェンテスと結婚し、社会運動について彼女と共著している。また彼らには二人の息子がいる。マルタは1993年にアムステルダムにて亡くなり、フランク自身も癌により、2005年に死亡。

## 著作と思想
彼の大学教員としてのキャリアの中で、フランクは北アメリカ、ラテンアメリカ、そしてヨーロッパの計九つの大学で人類学、経済学、地理学、歴史学、国際関係学、政治学、そして社会学の学部で教え、また研究した。また世界中の大学や研究機関で彼が行った数え切れないほどの講義とセミナーは英語、フランス語、スペイン語、ポルトガル語、イタリア語、ドイツ語、そしてオランダ語で行われた。フランクは経済学、社会政治史、そして現代の 世界システム、先進国、また特に第三世界とラテンアメリカの発展について幅広く研究し、著述した。彼の出版作品は30ヶ国語以上で、1000点を超える。彼の後期の作品は世界経済とその歴史における危機の分析が中心テーマとなっている。

## 著書
フランクは多くの著作を残すが、彼の有名な著述はキャリア初期のものが多い。

### 単著
- Capitalism and Underdevelopment in Latin America: Historical Studies of Chile and Brazil, (Monthly Review Press, 1967).
- Latin America, Underdevelopment or Revolution: Essays on the Development of Underdevelopment and the Immediate Enemy, (Monthly Review Press, 1969).

大崎正治・前田幸一・中尾久訳『世界資本主義と低開発――収奪の《中枢-衛星》構造』（柘植書房, 1976年／大村書店, 1979年）
- Sociology of Development and Underdevelopment of Sociology, (Pluto Press, 1971).
- Lumpenbourgeoisie, Lumpendevelopment: Dependence, Class, and Politics in Latin America, (Monthly Review Press, 1972).

西川潤訳『世界資本主義とラテンアメリカ――ルンペン・ブルジョワジーとルンペン的発展』（岩波書店, 1978年）
- On Capitalist Underdevelopment, (Oxford University Press, 1975).
- Economic Genocide in Chile: Monetarist Theory versus Humanity, Two Open Letters to Arnold Harberger and Milton Friedman, (B. Russell House for Spokesman Books, 1976).
- Dependent Accumulation and Underdevelopment, (Macmillan, 1978).

吾郷健二訳『従属的蓄積と低開発』（岩波書店, 1980年）
- World Accumulation, 1492-1789, (Macmillan, 1978).
- Mexican Agriculture, 1521-1630: Transformation of the Mode of Production, (Cambridge University Press, 1979).
- Crisis in the World Economy, (Heinemann, 1980).
- Reflections on the World Economic Crisis, (Hutchinson, 1981).

工藤章訳『世界経済危機の構造』（TBSブリタニカ, 1982年）
- Kampuchea, Viet Nam, China: Observations and Reflections, (United Nations University, 1982).
- The European Challenge: from Atlantic Alliance to Pan-European Entente for Peace and Jobs, (Spokesman, 1983).
- Critique and Anti-Critique: Essays on Dependence and Reformism, (Praeger, 1984).
- The Centrality of Central Asia, (VU University Press, 1992).
- Reorient: Global Economy in the Asian Age, (University of California Press, 1998).

山下範久訳『リオリエント――アジア時代のグローバル・エコノミー』（藤原書店, 2000年）

### 共著
- Dependence and Underdevelopment: Latin America's Political Economy, with James D. Cockcroft and Dale L. Johnson, (Anchor Books, 1972).

### 共編著
- The World System: Five Hundred Years or Five Thousand?, co-edited with Barry K. Gills, (Routledge, 1993).